# Cotovca, Sîngerei
Cotovca (Coresnița) este un sat din cadrul comunei Dobrogea Veche din raionul Sîngerei, Republica Moldova. Localitatea — întemeiată în 1923 — este situată în nord-vestul raionului, la 35 km de Sîngerei și 9 km de orașul Bălți.